# Polistes santoshae
Polistes santoshae är en getingart som beskrevs av Das och Gupta 1989. Polistes santoshae ingår i släktet pappersgetingar, och familjen getingar. Inga underarter finns listade i Catalogue of Life.